# Gata rabiosa
La gata rabiosa (Ranunculus sceleratus) és una espècie de planta de la família Ranunculaceae natural de tot Europa, Amèrica del Nord i Àsia i que creix en llocs humits i arenosos.
També s'anomena herba de foc 0 sardònia'.

## Descripció
És una planta de tiges reptants, erectes i buides que fan entre 15 i 50 cm i un rizoma d’on surten arrels secundàries fibroses. Les tiges són algunes erectes i d'altres postrades. Dels nusos de les tiges postrades sorgeixen nous estolons que s'arrelen a terra. Aquesta és la principal forma de reproducció de la planta i li permet estendre’s ràpidament. Té fulles de color verd brillant, lobades, dentades i trisectes i les flors, d'1,5-2 cm, estan formades per 5 pètals lliures de color daurat o groc pàl·lid i nombrosos estams. El fruit és un cúmul d’aquenis de 3,5 mm de longitud, subglobosos i acabats en un bec curt i corbat. Desprèn un fort aroma de mel quan s'olora des de prop.
Totes les parts de la planta són tòxiques en fresc degut a la presència de protoanemonina, tant per humans com pels animals, tot i que diverses cultures indígenes n'han fet ungüents i altres preparats amb efectes antiinflamatoris, antifúngics i antimicrobians. Aquesta toxina es destrueix quan la planta s'asseca o és sotmesa a escalfor. En contacte amb la pell, pot provocar butllofes i si entra en contacte amb la boca inflama la llengua i pot provocar vòmits i diarrea. Si es consumeix en excés pot provocar orina amb sang, tremolors i en casos estranys, convulsions.
Floreix a la primavera, entre els mesos de març i juliol.

## Distribució i hàbitat
La trobarem en prats humits, pantans i altres zones humides com torrents, canals, fonts, basses, albuferes i horts. És nativa a gran part de l'hemisferi nord, bàsicament a Europa, Àsia i Amèrica del Nord.

## Cultiu
La podem reproduir fàcilment de fragmentació. Haurem de tallar les tiges més llenyoses en fragments que tinguin un mínim de tres nusos o bé uns 30 cm i les plantarem en la mateixa orientació en què es trobaven. Al cap de pocs dies començaran a desenvolupar arrels.